# Чемпіонат України з футболу 2014—2015: Прем'єр-ліга (склади команд)
У складах клубів подано гравців, які провели щонайменше 1 гру в Прем'єр-лізі сезону 2014/15. Прізвища, імена та по батькові футболістів подані згідно з офіційним сайтом ФФУ.

## «Волинь» (Луцьк)
Головний тренер: Віталій Кварцяний
| №            | Футболіст                        | Дата народження   | Країна   | Ігри     | Голи     |
| Воротарі     | Воротарі                         | Воротарі          | Воротарі | Воротарі | Воротарі |
| ------------ | -------------------------------- | ----------------- | -------- | -------- | -------- |
| 74           | Кичак Артем Іванович             | 16 травня 1989    | Україна  | 9        | 13п      |
| 42           | Неділько Віталій Михайлович      | 21 серпня 1982    | Україна  | 10       | 15п      |
| 1            | Шуст Богдан Романович            | 4 березня 1986    | Україна  | 10       | 15п      |
| Захисники    |                                  |                   |          |          |          |
| 5            | Воронін Сергій Олександрович     | 24 березня 1987   | Україна  | 5        | 0        |
| 26           | Годований Роман Петрович         | 4 жовтня 1990     | Україна  | 5        | 0        |
| 15           | Жуніч Івіца                      | 11 вересня 1988   | Хорватія | 26       | 3        |
| 20           | Задерецький Дмитро Вадимович     | 3 серпня 1994     | Україна  | 3        | 0        |
| 26           | Никитюк Роман Федорович          | 9 вересня 1993    | Україна  | 2        | 0        |
| 33           | Новак Євгеній Анатолійович       | 1 лютого 1989     | Україна  | 7        | 0        |
| 4            | Приндета Віталій Валерійович     | 2 лютого 1993     | Україна  | 5        | 0        |
| 39           | Сваток Олександр Сергійович      | 27 вересня 1994   | Україна  | 4        | 0        |
| 3            | Сімінін Сергій Федорович         | 9 жовтня 1987     | Україна  | 13       | 1        |
| 13           | Шабанов Артем Михайлович         | 7 березня 1992    | Україна  | 22       | 1        |
| 16           | Шіш Гал                          | 28 січня 1989     | Ізраїль  | 9        | 0        |
| Півзахисники |                                  |                   |          |          |          |
| 79           | Міхель Бабатунде                 | 24 грудня 1992    | Нігерія  | 13       | 2        |
| 6            | Бабенко Руслан Олександрович     | 8 липня 1992      | Україна  | 17       | 1        |
| 30           | Гуменюк Олег Анатолійович        | 3 травня 1983     | Україна  | 16       | 0        |
| 10           | Бікфалві Ерік Космін             | 5 лютого 1988     | Румунія  | 26       | 17       |
| 98           | Зінкевич Олексій Валерійович     | 12 травня 1997    | Україна  | 1        | 0        |
| 19           | Кобахідзе Александер             | 11 лютого 1987    | Грузія   | 23       | 6        |
| 93           | Матей Флорентін                  | 15 квітня 1993    | Румунія  | 21       | 2        |
| 23           | Нємчанінов Дмитро Андрійович     | 27 січня 1990     | Україна  | 6        | 0        |
| 91           | Парцванія Темур Рафіелович       | 6 липня 1991      | Україна  | 10       | 0        |
| 8            | Політило Сергій Олегович         | 9 січня 1989      | Україна  | 11       | 0        |
| 14           | Польовий Володимир Олександрович | 28 липня 1985     | Україна  | 11       | 0        |
| 7            | Федорчук Валерій Юрійович        | 5 жовтня 1988     | Україна  | 11       | 0        |
| 11           | Шарпар В'ячеслав Володимирович   | 2 червня 1987     | Україна  | 11       | 1        |
| Нападники    |                                  |                   |          |          |          |
| 77           | Бохашвілі Євген Олександрович    | 5 січня 1993      | Україна  | 1        | 0        |
| 89           | Козьбан Дмитро Сергійович        | 27 квітня 1989    | Україна  | 10       | 1        |
| 17           | Маріотто дос Сантос Даніло       | 15 січня 1996     | Бразилія | 9        | 1        |
| 9            | Мемешев Редван Раімович          | 15 серпня 1993    | Україна  | 19       | 2        |
| 11           | Падовані Селін Алессандро        | 11 вересня 1989   | Італія   | 7        | 1        |
| 38           | Петров Сергій Володимирович      | 21 травня 1997    | Україна  | 3        | 0        |
| 94           | Хомченко Віктор Вікторович       | 11 листопада 1994 | Україна  | 4        | 0        |

## «Ворскла» (Полтава)
Головний тренер: Василь Сачко
| №            | Футболіст                        | Дата народження   | Країна     | Ігри     | Голи     |
| Воротарі     | Воротарі                         | Воротарі          | Воротарі   | Воротарі | Воротарі |
| ------------ | -------------------------------- | ----------------- | ---------- | -------- | -------- |
| 31           | Богуш Станіслав Олександрович    | 25 жовтня 1983    | Україна    | 23       | 19п      |
| 12           | Непогодов Дмитро Михайлович      | 17 лютого 1988    | Україна    | 3        | 3п       |
| Захисники    |                                  |                   |            |          |          |
| 4            | Даллку Арменд                    | 16 червня 1983    | Албанія    | 22       | 0        |
| 84           | Романчук Олександр Володимирович | 21 жовтня 1984    | Україна    | 1        | 0        |
| 23           | Сапай Вадим Вікторович           | 7 лютого 1986     | Україна    | 23       | 1        |
| 3            | Сімінін Сергій Федорович         | 9 жовтня 1987     | Україна    | 11       | 0        |
| 34           | Ткачук Євгеній Олегович          | 27 червня 1991    | Україна    | 22       | 0        |
| 17           | Чеснаков Володимир Геннадійович  | 12 листопада 1988 | Україна    | 23       | 0        |
| Півзахисники |                                  |                   |            |          |          |
| 22           | Буднік Євген Віталійович         | 4 вересня 1990    | Україна    | 2        | 0        |
| 7            | Громов Артем Ігорович            | 14 січня 1990     | Україна    | 24       | 7        |
| 15           | Дедечко Денис Михайлович         | 2 липня 1987      | Україна    | 20       | 3        |
| 14           | Кизилатеш Джемаль Алі            | 14 березня 1994   | Україна    | 1        | 0        |
| 11           | Кривошеєнко Іван Васильович      | 11 травня 1984    | Україна    | 7        | 0        |
| 10           | Маркоскі Йован                   | 23 червня 1980    | Сербія     | 14       | 0        |
| 40           | Пердута Ігор Романович           | 15 листопада 1990 | Україна    | 15       | 0        |
| 6            | Скляр Олександр Сергійович       | 26 лютого 1991    | Україна    | 19       | 1        |
| 8            | Ткачук Андрій Миколайович        | 18 листопада 1987 | Україна    | 18       | 1        |
| 77           | Турсунов Санжар Атхамович        | 29 грудня 1986    | Узбекистан | 26       | 5        |
| Нападники    |                                  |                   |            |          |          |
| 24           | Бараннік Олег Васильович         | 20 березня 1992   | Україна    | 15       | 1        |
| 39           | Ковпак Олександр Олександрович   | 2 лютого 1983     | Україна    | 24       | 8        |
| 99           | Міщенко Олег Володимирович       | 10 жовтня 1989    | Україна    | 12       | 1        |
| 47           | Січкарук Богдан Вікторович       | 1 серпня 1994     | Україна    | 2        | 0        |
| 11           | Шиндер Антон Павлович            | 13 червня 1987    | Україна    | 11       | 4        |
| 9            | Янузі Ахмед                      | 8 липня 1988      | Албанія    | 14       | 1        |

## «Говерла» (Ужгород)
Головний тренер: В'ячеслав Грозний
| №            | Футболіст                        | Дата народження   | Країна     | Ігри     | Голи     |
| Воротарі     | Воротарі                         | Воротарі          | Воротарі   | Воротарі | Воротарі |
| ------------ | -------------------------------- | ----------------- | ---------- | -------- | -------- |
| 22           | Бабенко Дмитро Олегович          | 28 червня 1978    | Україна    | 3        | 10п      |
| 21           | Коваль Максим Анатолійович       | 9 грудня 1992     | Україна    | 21       | 32п      |
| 1            | Надь Олександр Арпадович         | 2 вересня 1985    | Україна    | 3        | 5п       |
| Захисники    |                                  |                   |            |          |          |
| 5            | Акакпо Серж Огнадон              | 15 жовтня 1987    | Франція    | 20       | 0        |
| 18           | Вечурко Микола Володимирович     | 6 червня 1992     | Україна    | 2        | 0        |
| 29           | Глушицький Ілля Сергійович       | 2 серпня 1993     | Україна    | 10       | 0        |
| 3            | Де Ліма Еверсон Алан             | 1 липня 1986      | Бразилія   | 1        | 0        |
| 14           | Качараба Тарас Іванович          | 7 січня 1995      | Україна    | 14       | 1        |
| 95           | Лухтанов Вячеслав Геннадійович   | 12 лютого 1995    | Україна    | 1        | 0        |
| 23           | Люлька Сергій Миколайович        | 22 лютого 1990    | Україна    | 21       | 0        |
| 42           | Федорів Віталій Миколайович      | 21 жовтня 1987    | Україна    | 1        | 0        |
| 4            | Хомин Андрій Михайлович          | 2 січня 1982      | Україна    | 16       | 0        |
| 44           | Шимич Лоренцо                    | 15 липня 1996     | Хорватія   | 3        | 0        |
| 20           | Ягодінскіс Віталійс              | 28 лютого 1992    | Латвія     | 22       | 1        |
| Півзахисники |                                  |                   |            |          |          |
| 88           | Акімов Вячеслав Валерійович      | 17 жовтня 1989    | Україна    | 4        | 0        |
| 25           | Аруна Лукман                     | 4 грудня 1990     | Нігерія    | 5        | 0        |
| 9            | Герасимюк Олег Вікторович        | 25 вересня 1986   | Україна    | 17       | 0        |
| 24           | Каверін Віталій Вікторович       | 4 вересня 1990    | Україна    | 13       | 2        |
| 13           | Коротецький Ігор Олександрович   | 13 вересня 1987   | Україна    | 2        | 0        |
| 8            | Мякушко Сергій Володимирович     | 15 квітня 1993    | Україна    | 19       | 5        |
| 26           | Павленко Владислав Віталійович   | 5 квітня 1994     | Україна    | 4        | 0        |
| 2            | Полянський Олексій Володимирович | 12 квітня 1986    | Україна    | 10       | 0        |
| 7            | Райчевіч Мірко                   | 22 березня 1982   | Чорногорія | 15       | 0        |
| 96           | Тома Юрій Юрійович               | 27 квітня 1996    | Україна    | 1        | 0        |
| 15           | Трухін Дмитро Юрійович           | 29 червня 1983    | Україна    | 15       | 0        |
| 6            | Тудосе Александру                | 3 квітня 1987     | Румунія    | 23       | 1        |
| Нападники    |                                  |                   |            |          |          |
| 31           | Бурдужан Лучіан                  | 18 лютого 1984    | Румунія    | 6        | 0        |
| 77           | Гришин Валерій Ігорович          | 12 червня 1994    | Україна    | 10       | 1        |
| 11           | Кузнецов Сергій Сергійович       | 31 серпня 1982    | Україна    | 2        | 0        |
| 17           | Панфілов Вячеслав В'ячеславович  | 24 червня 1993    | Україна    | 4        | 0        |
| 28           | Родіч Іван                       | 11 листопада 1985 | Хорватія   | 4        | 0        |
| 25           | Степанюк Руслан Юрійович         | 16 січня 1992     | Україна    | 13       | 0        |
| 10           | Фещук Максим Ігорович            | 25 листопада 1985 | Україна    | 23       | 4        |
| 99           | Хльобас Дмитро Вікторович        | 9 травня 1994     | Україна    | 11       | 4        |
| 16           | Шацьких Максим Олександрович     | 30 серпня 1978    | Узбекистан | 18       | 3        |

## «Динамо» (Київ)

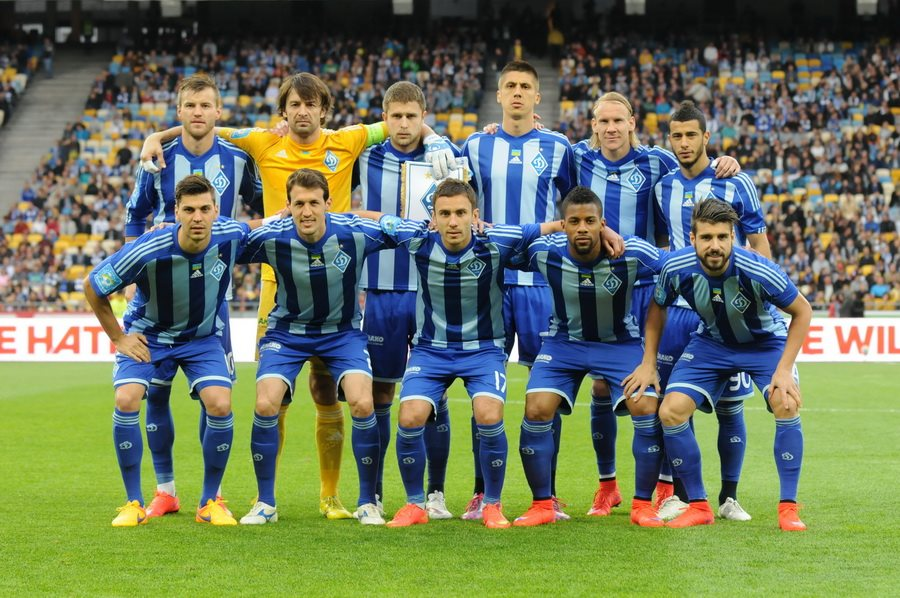
«Динамо» (Київ) — чемпіон України 2015 року.

Головний тренер: Сергій Ребров
| №            | Футболіст                           | Дата народження   | Країна           | Ігри     | Голи     |
| Воротарі     | Воротарі                            | Воротарі          | Воротарі         | Воротарі | Воротарі |
| ------------ | ----------------------------------- | ----------------- | ---------------- | -------- | -------- |
| 23           | Рибка Олександр Євгенійович         | 10 квітня 1987    | Україна          | 8        | 3п       |
| 1            | Шовковський Олександр Володимирович | 2 січня 1975      | Україна          | 18       | 9п       |
| Захисники    |                                     |                   |                  |          |          |
| 5            | Пачеко Антунес Віторіно Габріель    | 1 квітня 1987     | Португалія       | 8        | 1        |
| 26           | Бурда Микита Валерійович            | 24 березня 1995   | Україна          | 4        | 1        |
| 24           | Віда Домагой                        | 29 квітня 1989    | Хорватія         | 20       | 2        |
| 2            | Да Сільва Даніло Апаресідо          | 24 листопада 1986 | Бразилія         | 25       | 0        |
| 6            | Драговіч Александар                 | 6 березня 1991    | Австрія          | 24       | 0        |
| 27           | Макаренко Євгеній Олександрович     | 21 травня 1991    | Україна          | 7        | 0        |
| 3            | Селін Євген Сергійович              | 9 травня 1988     | Україна          | 2        | 0        |
| 28           | Тремулінас Бенуа                    | 28 грудня 1985    | Франція          | 3        | 0        |
| 34           | Хачеріді Євген Григорович           | 28 липня 1987     | Україна          | 13       | 1        |
| Півзахисники |                                     |                   |                  |          |          |
| 37           | Андрієвський Олександр Петрович     | 25 червня 1994    | Україна          | 1        | 0        |
| 9            | Безус Роман Анатолійович            | 26 вересня 1990   | Україна          | 9        | 1        |
| 90           | Беланда Юнес                        | 25 лютого 1990    | Франція          | 24       | 2        |
| 29           | Буяльський Віталій Казімірович      | 6 січня 1993      | Україна          | 11       | 2        |
| 19           | Гармаш Денис Вікторович             | 19 квітня 1990    | Україна          | 6        | 0        |
| 20           | Гусєв Олег Анатолійович             | 25 квітня 1983    | Україна          | 17       | 3        |
| 45           | Калітвінцев Владислав Юрійович      | 4 січня 1993      | Україна          | 6        | 1        |
| 7            | Ленс Жермейн Марсіано               | 24 листопада 1987 | Нідерланди       | 21       | 5        |
| 14           | Михайліченко Богдан Васильович      | 21 березня 1997   | Україна          | 1        | 0        |
| 4            | Пінто Вєлосо Мігель Луіс            | 11 травня 1986    | Португалія       | 14       | 1        |
| 17           | Рибалка Сергій Олександрович        | 1 квітня 1990     | Україна          | 22       | 1        |
| 16           | Сидорчук Сергій Олександрович       | 2 травня 1991     | Україна          | 22       | 3        |
| 28           | Чумак Євген Анатолійович            | 25 серпня 1995    | Україна          | 2        | 1        |
| Нападники    |                                     |                   |                  |          |          |
| 85           | Мбокані Безуа Дйодонне              | 22 листопада 1985 | Республіка Конго | 8        | 3        |
| 22           | Кравець Артем Анатолійович          | 3 червня 1989     | Україна          | 24       | 15       |
| 91           | Теодорчик Лукаш                     | 3 червня 1991     | Польща           | 13       | 5        |
| 10           | Ярмоленко Андрій Миколайович        | 23 жовтня 1989    | Україна          | 26       | 14       |

## «Дніпро» (Дніпропетровськ)
Головний тренер: Мирон Маркевич
| №            | Футболіст                        | Дата народження   | Країна     | Ігри     | Голи     |
| Воротарі     | Воротарі                         | Воротарі          | Воротарі   | Воротарі | Воротарі |
| ------------ | -------------------------------- | ----------------- | ---------- | -------- | -------- |
| 71           | Бойко Денис Олександрович        | 29 січня 1988     | Україна    | 21       | 14п      |
| 16           | Лаштувка Ян                      | 7 липня 1982      | Чехія      | 5        | 3п       |
| Захисники    |                                  |                   |            |          |          |
| 2            | Влад Александру Ніколає          | 6 грудня 1989     | Румунія    | 10       | 0        |
| 23           | Сілва Баселар Дуглас             | 4 квітня 1990     | Бразилія   | 17       | 0        |
| 6            | Де Араужо Перейра Ежідіо         | 18 червня 1986    | Бразилія   | 1        | 0        |
| 3            | Мазух Онджей                     | 15 березня 1989   | Чехія      | 10       | 0        |
| 30           | Папа Гуйе                        | 7 червня 1984     | Сенегал    | 10       | 0        |
| 39           | Сваток Олександр Сергійович      | 27 вересня 1994   | Україна    | 5        | 0        |
| 17           | Стрініч Іван                     | 17 липня 1987     | Хорватія   | 8        | 0        |
| 44           | Федецький Артем Андрійович       | 26 квітня 1985    | Україна    | 16       | 1        |
| 14           | Чеберячко Євгеній Олександрович  | 19 червня 1983    | Україна    | 11       | 0        |
| 15           | Чигринський Дмитро Анатолійович  | 7 листопада 1986  | Україна    | 2        | 0        |
| Півзахисники |                                  |                   |            |          |          |
| 17           | Баланюк Денис Сергійович         | 16 січня 1997     | Україна    | 2        | 0        |
| 21           | Бартуловіч Младен                | 5 жовтня 1986     | Хорватія   | 3        | 0        |
| 19           | Безус Роман Анатолійович         | 26 вересня 1990   | Україна    | 11       | 1        |
| 97           | Блізніченко Андрій Валерійович   | 24 липня 1994     | Україна    | 8        | 3        |
| 20           | Вілела Гама Бруно Алешандре      | 15 листопада 1987 | Португалія | 23       | 5        |
| 27           | Васильєв Олександр Андрійович    | 27 квітня 1994    | Україна    | 2        | 0        |
| 47           | Горбунов Сергій Олегович         | 14 березня 1994   | Україна    | 1        | 0        |
| 7            | Канкава Джаба Георгійович        | 18 березня 1986   | Грузія     | 15       | 0        |
| 10           | Коноплянка Євгеній Олегович      | 29 вересня 1989   | Україна    | 21       | 7        |
| 4            | Кравченко Сергій Сергійович      | 24 квітня 1983    | Україна    | 12       | 0        |
| 8            | Ксьонз Павло Сергійович          | 2 січня 1987      | Україна    | 12       | 1        |
| 20           | Де Матос Круз Леонардо           | 2 квітня 1986     | Бразилія   | 7        | 0        |
| 24           | Лучкевич Валерій Ігорович        | 11 січня 1996     | Україна    | 13       | 2        |
| 90           | Мігунов Олександр Юрійович       | 13 квітня 1994    | Україна    | 3        | 0        |
| 89           | Політило Сергій Олегович         | 9 січня 1989      | Україна    | 4        | 0        |
| 8            | Польовий Володимир Олександрович | 28 липня 1985     | Україна    | 1        | 0        |
| 29           | Ротань Руслан Петрович           | 29 жовтня 1981    | Україна    | 16       | 0        |
| 25           | Федорчук Валерій Юрійович        | 5 жовтня 1988     | Україна    | 10       | 0        |
| 28           | Шахов Євген Євгенович            | 30 листопада 1990 | Україна    | 17       | 3        |
| Нападники    |                                  |                   |            |          |          |
| 22           | Бохашвілі Євген Олександрович    | 5 січня 1993      | Україна    | 1        | 0        |
| 18           | Зозуля Роман Вячеславович        | 17 листопада 1989 | Україна    | 13       | 1        |
| 9            | Калініч Нікола                   | 5 січня 1988      | Хорватія   | 23       | 12       |
| 99           | Лейте Насіменто Матеус           | 15 січня 1983     | Бразилія   | 8        | 2        |
| 11           | Селезньов Євген Олександрович    | 20 липня 1985     | Україна    | 21       | 8        |

## «Зоря» (Луганськ)
Головний тренер: Юрій Вернидуб
| №            | Футболіст                         | Дата народження   | Країна   | Ігри     | Голи     |
| Воротарі     | Воротарі                          | Воротарі          | Воротарі | Воротарі | Воротарі |
| ------------ | --------------------------------- | ----------------- | -------- | -------- | -------- |
| 91           | Левченко Ігор Олександрович       | 23 лютого 1991    | Україна  | 1        | 4п       |
| 36           | Полтавцев Андрій Юрійович         | 7 грудня 1991     | Україна  | 2        | 2п       |
| 1            | Сантіні Кршеван                   | 11 квітня 1987    | Хорватія | 8        | 9п       |
| 12           | Худжамов Рустам Махмудкулович     | 5 жовтня 1982     | Україна  | 1        | 1п       |
| 30           | Шевченко Микита Русланович        | 26 січня 1993     | Україна  | 15       | 15п      |
| Захисники    |                                   |                   |          |          |          |
| 25           | Білий Максим Ігорович             | 21 червня 1990    | Україна  | 16       | 1        |
| 15           | Вернидуб Віталій Юрійович         | 17 жовтня 1987    | Україна  | 23       | 2        |
| 45           | Гордієнко Артем Олександрович     | 4 березня 1991    | Україна  | 6        | 0        |
| 17           | Ігнятьєвіч Нікола                 | 12 грудня 1983    | Сербія   | 11       | 0        |
| 8            | Малишев Максим Васильович         | 24 грудня 1992    | Україна  | 16       | 3        |
| 21           | Опанасенко Євген Володимирович    | 25 серпня 1990    | Україна  | 8        | 0        |
| 99           | Пилявський Андрій Борисович       | 4 грудня 1988     | Україна  | 19       | 3        |
| 3            | Писко Михайло Михайлович          | 19 березня 1993   | Україна  | 4        | 0        |
| 16           | Ярмаш Григорій Петрович           | 4 січня 1985      | Україна  | 12       | 0        |
| Півзахисники |                                   |                   |          |          |          |
| 35           | Грицай Олександр Анатолійович     | 30 вересня 1977   | Україна  | 16       | 0        |
| 6            | Каменюка Микита Олександрович     | 3 червня 1985     | Україна  | 23       | 1        |
| 20           | Караваєв Олександр Олександрович  | 2 червня 1992     | Україна  | 24       | 2        |
| 22           | Любеновіч Желько                  | 9 липня 1981      | Сербія   | 24       | 8        |
| 18           | Маліновський Руслан Володимирович | 4 травня 1993     | Україна  | 23       | 1        |
| 34           | Петряк Іван Євгенович             | 13 березня 1994   | Україна  | 10       | 1        |
| 9            | Сегбефія Коссі Прінс              | 11 березня 1991   | Того     | 9        | 1        |
| 29           | Тотовицький Андрій Олександрович  | 20 січня 1993     | Україна  | 9        | 1        |
| 37           | Хомченовський Дмитро Геннадійович | 16 квітня 1990    | Україна  | 23       | 4        |
| 7            | Худзік Павло Олександрович        | 29 квітня 1985    | Україна  | 2        | 0        |
| 4            | Чайковський Ігор Геннадійович     | 7 жовтня 1991     | Україна  | 14       | 0        |
| Нападники    |                                   |                   |          |          |          |
| 28           | Будківський Пилип Вячеславович    | 10 березня 1992   | Україна  | 25       | 8        |
| 10           | Ліпартія Джаба                    | 16 листопада 1987 | Грузія   | 16       | 3        |
| 49           | Луканов Дмитро Володимирович      | 2 березня 1995    | Україна  | 1        | 0        |

## «Іллічівець» (Маріуполь)
Головний тренер: Микола Павлов
| №            | Футболіст                        | Дата народження   | Країна   | Ігри     | Голи     |
| Воротарі     | Воротарі                         | Воротарі          | Воротарі | Воротарі | Воротарі |
| ------------ | -------------------------------- | ----------------- | -------- | -------- | -------- |
| 1            | Гальчук Євген Володимирович      | 5 березня 1992    | Україна  | 20       | 40п      |
| 32           | Крюков Микита Олексійович        | 30 квітня 1991    | Україна  | 1        | 6п       |
| 33           | Чурілов Олександр Володимирович  | 6 червня 1984     | Україна  | 5        | 9п       |
| Захисники    |                                  |                   |          |          |          |
| 5            | Аксьонов Олександр Олександрович | 7 січня 1994      | Україна  | 3        | 0        |
| 91           | Бутко Богдан Євгенович           | 13 січня 1991     | Україна  | 8        | 0        |
| 79           | Вакуленко Сергій Миколайович     | 7 вересня 1993    | Україна  | 11       | 0        |
| 8            | Вовкодав Сергій Васильович       | 2 липня 1988      | Україна  | 8        | 0        |
| 18           | Гаращенков Сергій Ігорович       | 16 травня 1990    | Україна  | 3        | 0        |
| 17           | Даценко Семен Олександрович      | 10 травня 1994    | Україна  | 3        | 0        |
| 50           | Дехтяренко Олександр Сергійович  | 13 лютого 1996    | Україна  | 1        | 0        |
| 12           | Жичиков Максим Сергійович        | 7 листопада 1992  | Україна  | 3        | 0        |
| 24           | Зубков Руслан Владиславович      | 24 листопада 1991 | Україна  | 9        | 1        |
| 32           | Іщенко Микола Анатолійович       | 9 березня 1983    | Україна  | 3        | 0        |
| 95           | Калінін Ігор Олегович            | 11 листопада 1995 | Україна  | 3        | 0        |
| 23           | Матвєєв Олександр Ігорович       | 11 лютого 1989    | Україна  | 10       | 0        |
| 19           | Очігава Зураб Тамазович          | 18 травня 1995    | Україна  | 7        | 0        |
| 77           | Путівцев Артем Олександрович     | 29 серпня 1988    | Україна  | 5        | 0        |
| 30           | Суходуб Богдан Володимирович     | 9 лютого 1994     | Україна  | 4        | 0        |
| 93           | Цюпа Іван Іванович               | 25 червня 1993    | Україна  | 17       | 0        |
| 3            | Чижов Олександр Олександрович    | 10 серпня 1986    | Україна  | 5        | 0        |
| 7            | Шевчук Сергій Миколайович        | 18 червня 1985    | Україна  | 20       | 1        |
| 13           | Яворський Сергій Олександрович   | 5 липня 1989      | Україна  | 20       | 3        |
| Півзахисники |                                  |                   |          |          |          |
| 96           | Биковський Ігор Ігорович         | 5 вересня 1996    | Україна  | 1        | 0        |
| 88           | Валєєв Рінар Салаватович         | 22 серпня 1987    | Україна  | 9        | 0        |
| 11           | Гринь Сергій Віталійович         | 6 червня 1994     | Україна  | 25       | 7        |
| 4            | Довгий Олексій Володимирович     | 2 листопада 1989  | Україна  | 4        | 1        |
| 14           | Кісіль Руслан Сергійович         | 23 жовтня 1991    | Україна  | 1        | 0        |
| 99           | Кравченко Микита Якович          | 14 червня 1997    | Україна  | 2        | 0        |
| 80           | Лучик Олександр Юрійович         | 30 березня 1994   | Україна  | 3        | 0        |
| 61           | Мишньов Дмитро Олександрович     | 26 січня 1994     | Україна  | 17       | 0        |
| 95           | Немтінов Євгеній Сергійович      | 3 жовтня 1995     | Україна  | 6        | 0        |
| 9            | Оберемко Андрій Олександрович    | 18 березня 1984   | Україна  | 14       | 0        |
| 94           | Приходько Сергій Олександрович   | 21 січня 1994     | Україна  | 4        | 0        |
| 21           | Скоблов Дмитро Сергійович        | 30 листопада 1989 | Україна  | 12       | 0        |
| 99           | Таргамадзе Давід                 | 22 серпня 1989    | Грузія   | 3        | 0        |
| 8            | Тотовицький Андрій Олександрович | 20 січня 1993     | Україна  | 14       | 3        |
| 17           | Федотов Віталій Андрійович       | 16 липня 1991     | Україна  | 5        | 0        |
| 20           | Чурко Вячеслав Вячеславович      | 10 травня 1993    | Україна  | 12       | 4        |
| 98           | Шапаренко Микола Володимирович   | 4 жовтня 1998     | Україна  | 2        | 1        |
| 31           | Янаков Іван Федорович            | 7 липня 1994      | Україна  | 2        | 0        |
| Нападники    |                                  |                   |          |          |          |
| 15           | Васін Денис Геннадійович         | 4 березня 1989    | Україна  | 3        | 0        |
| 45           | Ілюк Максим Анатолійович         | 10 листопада 1990 | Україна  | 5        | 0        |
| 39           | Кулач Владислав Ігорович         | 7 травня 1993     | Україна  | 12       | 2        |
| 16           | Мандзюк Олександр Васильович     | 10 січня 1983     | Україна  | 8        | 0        |
| 15           | Матяж Іван Сергійович            | 15 лютого 1988    | Україна  | 9        | 0        |

## «Карпати» (Львів)
Головний тренер: Ігор Йовичевич
| №            | Футболіст                       | Дата народження | Країна   | Ігри     | Голи     |
| Воротарі     | Воротарі                        | Воротарі        | Воротарі | Воротарі | Воротарі |
| ------------ | ------------------------------- | --------------- | -------- | -------- | -------- |
| 29           | Ільющенков Олександр Андрійович | 23 березня 1990 | Україна  | 6        | 11п      |
| 23           | Мисак Роман Михайлович          | 9 вересня 1991  | Україна  | 20       | 20п      |
| Захисники    |                                 |                 |          |          |          |
| 4            | Балажіц Грегор                  | 12 лютого 1988  | Словенія | 13       | 4        |
| 5            | Гітченко Андрій Ігорович        | 2 жовтня 1984   | Україна  | 21       | 1        |
| 8            | Костевич Володимир Євгенович    | 23 жовтня 1992  | Україна  | 23       | 2        |
| 86           | Кравець Василь Русланович       | 20 серпня 1997  | Україна  | 2        | 0        |
| 70           | Лобай Іван Володимирович        | 21 травня 1996  | Україна  | 2        | 0        |
| 94           | Мірошніченко Денис Андрійович   | 11 жовтня 1994  | Україна  | 26       | 0        |
| 26           | Новотрясов Артур Миколайович    | 19 липня 1992   | Україна  | 6        | 0        |
| 32           | Пластун Ігор Володимирович      | 20 серпня 1990  | Україна  | 21       | 2        |
| 22           | Пучковський Тарас Миколайович   | 23 серпня 1994  | Україна  | 8        | 1        |
| 27           | Страшкевич Вадим Вячеславович   | 21 квітня 1994  | Україна  | 13       | 2        |
| 92           | Чачуа Амбросій Анзорович        | 2 квітня 1994   | Україна  | 20       | 0        |
| Півзахисники |                                 |                 |          |          |          |
| 17           | Голодюк Олег Юрійович           | 2 січня 1988    | Україна  | 25       | 1        |
| 20           | Даушвілі Муртаз                 | 1 травня 1989   | Грузія   | 17       | 0        |
| 10           | Карноза Артур Олександрович     | 2 серпня 1990   | Україна  | 14       | 1        |
| 48           | Кльоц Дмитро Віталійович        | 15 квітня 1996  | Україна  | 10       | 0        |
| 9            | Кожанов Денис Станіславович     | 13 червня 1987  | Україна  | 24       | 2        |
| 7            | Ксьонз Павло Сергійович         | 2 січня 1987    | Україна  | 14       | 0        |
| 19           | Мартинюк Ярослав Петрович       | 20 лютого 1989  | Україна  | 7        | 0        |
| 41           | Марусич Максим Вячеславович     | 17 липня 1993   | Україна  | 2        | 0        |
| 16           | Худоб'як Ігор Ярославович       | 20 лютого 1985  | Україна  | 23       | 3        |
| Нападники    |                                 |                 |          |          |          |
| 76           | Гуцуляк Олексій Олександрович   | 25 грудня 1997  | Україна  | 7        | 0        |
| 45           | Захарків Юрій Романович         | 21 березня 1996 | Україна  | 1        | 0        |
| 18           | Кополовець Михайло Михайлович   | 29 січня 1984   | Україна  | 7        | 0        |
| 14           | Сергійчук Михайло Миколайович   | 29 липня 1991   | Україна  | 21       | 1        |
| 35           | Швед Мар'ян Васильович          | 16 липня 1997   | Україна  | 10       | 2        |

## «Металіст» (Харків)
Головний тренер: Ігор Рахаєв
| №            | Футболіст                        | Дата народження   | Країна     | Ігри     | Голи     |
| Воротарі     | Воротарі                         | Воротарі          | Воротарі   | Воротарі | Воротарі |
| ------------ | -------------------------------- | ----------------- | ---------- | -------- | -------- |
| 29           | Горяінов Олександр Сергійович    | 29 червня 1975    | Україна    | 5        | 5п       |
| 81           | Дішлєнковіч Владімір             | 2 липня 1981      | Сербія     | 5        | 5п       |
| 23           | Погорілий Сергій Петрович        | 28 липня 1986     | Україна    | 10       | 13п      |
| 1            | Сидоренко Денис Борисович        | 18 квітня 1989    | Україна    | 2        | 2п       |
| 35           | Шуст Богдан Романович            | 4 березня 1986    | Україна    | 4        | 7п       |
| Захисники    |                                  |                   |            |          |          |
| 52           | Антонов Дмитро Ігорович          | 28 серпня 1996    | Україна    | 1        | 0        |
| 30           | Булят Юріца                      | 12 вересня 1986   | Хорватія   | 10       | 0        |
| 3            | Вільягра Крістіан Карлос         | 27 грудня 1985    | Аргентина  | 12       | 1        |
| 3            | Іщенко Микола Анатолійович       | 9 березня 1983    | Україна    | 10       | 0        |
| 54           | Ковтун Олексій Олександрович     | 5 лютого 1995     | Україна    | 1        | 0        |
| 20           | Гонзага де Азеведо Марсіо        | 5 лютого 1986     | Бразилія   | 3        | 0        |
| 45           | Осман Олександр Вікторович       | 18 квітня 1996    | Україна    | 3        | 0        |
| 30           | Папа Гуйе                        | 7 червня 1984     | Сенегал    | 6        | 0        |
| 17           | Пшеничних Сергій Миколайович     | 19 листопада 1981 | Україна    | 11       | 0        |
| 15           | Рижук Дмитро Юрійович            | 5 квітня 1992     | Україна    | 10       | 0        |
| 19           | Селін Євген Сергійович           | 9 травня 1988     | Україна    | 11       | 0        |
| 6            | Торсіглєрі Марко Натанаель       | 12 січня 1988     | Аргентина  | 10       | 0        |
| Півзахисники |                                  |                   |            |          |          |
| 56           | Авер'янов Максим Анатолійович    | 22 липня 1997     | Україна    | 1        | 0        |
| 11           | Барілко Сергій Володимирович     | 5 січня 1987      | Україна    | 5        | 0        |
| 4            | Березовчук Андрій Володимирович  | 16 квітня 1981    | Україна    | 5        | 0        |
| 9            | Бобко Іван Михайлович            | 10 грудня 1990    | Україна    | 11       | 0        |
| 2            | Довгий Олексій Володимирович     | 2 листопада 1989  | Україна    | 10       | 1        |
| 8            | Де Ласерда Апаресіда Едмар       | 16 червня 1980    | Бразилія   | 10       | 1        |
| 10           | Каядо Діас Давід                 | 2 травня 1987     | Португалія | 11       | 2        |
| 77           | Кобін Василь Васильович          | 24 травня 1985    | Україна    | 9        | 0        |
| 5            | Ковальчук Кирило Сергійович      | 11 червня 1986    | Україна    | 12       | 0        |
| 32           | Краснопьоров Олег Володимирович  | 25 липня 1980     | Україна    | 8        | 0        |
| 22           | Кулаков Денис Єрмилович          | 1 травня 1986     | Україна    | 16       | 1        |
| 28           | Назаренко Сергій Юрійович        | 16 лютого 1980    | Україна    | 8        | 1        |
| 46           | Радченко Артем Олегович          | 2 січня 1995      | Україна    | 8        | 0        |
| 82           | Ребенок Павло Вікторович         | 23 липня 1985     | Україна    | 12       | 0        |
| 10           | Рібейро Хав'єр Клейтон           | 23 березня 1983   | Бразилія   | 9        | 8        |
| 53           | Сизий Сергій Олександрович       | 1 вересня 1995    | Україна    | 1        | 0        |
| 43           | Ткачук Юрій Юрійович             | 18 квітня 1995    | Україна    | 3        | 0        |
| 19           | Торрес Хуан Мануель              | 20 червня 1985    | Аргентина  | 9        | 0        |
| 24           | Юссуф Атанда Аїла                | 4 листопада 1984  | Нігерія    | 6        | 1        |
| Нападники    |                                  |                   |            |          |          |
| 50           | Авеліно Коельо Джексон           | 28 лютого 1986    | Бразилія   | 10       | 5        |
| 86           | Барілко Володимир Володимирович  | 29 січня 1994     | Україна    | 1        | 0        |
| 21           | Бєсєдін Артем Юрійович           | 31 березня 1996   | Україна    | 8        | 1        |
| 47           | Бойчук Богдан Сергійович         | 30 травня 1996    | Україна    | 4        | 0        |
| 7            | Болбат Сергій Сергійович         | 13 червня 1993    | Україна    | 17       | 4        |
| 14           | Гоменюк Володимир Михайлович     | 19 липня 1985     | Україна    | 10       | 1        |
| 25           | Давидов Сергій Вікторович        | 16 грудня 1984    | Україна    | 2        | 0        |
| 80           | Прийомов Володимир Володимирович | 2 січня 1986      | Україна    | 12       | 6        |
| 55           | Соломаха Даніїл Дмитрович        | 12 червня 1996    | Україна    | 2        | 0        |
| 42           | Чегурко Єгор Володимирович       | 27 січня 1995     | Україна    | 1        | 0        |

## «Металург» (Донецьк)
Головний тренер: Володимир Пятенко
| №            | Футболіст                        | Дата народження   | Країна     | Ігри     | Голи     |
| Воротарі     | Воротарі                         | Воротарі          | Воротарі   | Воротарі | Воротарі |
| ------------ | -------------------------------- | ----------------- | ---------- | -------- | -------- |
| 12           | Бандура Олександр Вікторович     | 30 травня 1986    | Україна    | 17       | 22п      |
| 79           | Паньків Юрій Михайлович          | 3 листопада 1984  | Україна    | 9        | 16п      |
| Захисники    |                                  |                   |            |          |          |
| 2            | Барановський Артем Миколайович   | 17 березня 1990   | Україна    | 14       | 0        |
| 22           | Пляцікас Васілеос                | 14 квітня 1988    | Греція     | 3        | 0        |
| 37           | Араужо Карвальйо Габріел         | 29 січня 1992     | Бразилія   | 14       | 0        |
| 5            | Путівцев Артем Олександрович     | 29 серпня 1988    | Україна    | 17       | 0        |
| 55           | Соболь Едуард Олександрович      | 20 квітня 1995    | Україна    | 15       | 0        |
| 4            | Чечер Вячеслав Леонідович        | 15 грудня 1980    | Україна    | 23       | 2        |
| Півзахисники |                                  |                   |            |          |          |
| 14           | Афонсо да Сілва Александре       | 15 серпня 1983    | Бразилія   | 18       | 1        |
| 84           | Голайдо Денис Олександрович      | 3 червня 1984     | Україна    | 1        | 0        |
| 94           | Задерака Максим Сергійович       | 7 вересня 1994    | Україна    | 5        | 0        |
| 25           | Козак Олександр Сергійович       | 25 липня 1994     | Україна    | 2        | 0        |
| 24           | Кошман Ігор Сергійович           | 7 березня 1995    | Україна    | 1        | 0        |
| 9            | Лазіч Джордже                    | 18 червня 1983    | Сербія     | 22       | 9        |
| 13           | Макрідіс Константінос            | 13 січня 1982     | Кіпр       | 20       | 2        |
| 40           | Мисик Мар'ян Олегович            | 2 жовтня 1996     | Україна    | 1        | 0        |
| 87           | Мишенко Богдан Олексійович       | 29 грудня 1994    | Україна    | 9        | 0        |
| 7            | Морозюк Микола Миколайович       | 17 січня 1988     | Україна    | 22       | 4        |
| 23           | Насонов Олександр Юрійович       | 28 квітня 1992    | Україна    | 15       | 0        |
| 8            | Нельсон Грегорі Яррід Мартья     | 31 січня 1988     | Нідерланди | 25       | 1        |
| 18           | Нойок Олександр Вікторович       | 15 травня 1992    | Україна    | 22       | 0        |
| 19           | Овсепян Румян Андранікович       | 13 листопада 1991 | Вірменія   | 11       | 0        |
| 17           | Поступаленко Антон Андрійович    | 28 серпня 1988    | Україна    | 8        | 2        |
| 44           | Прийма Василь Миронович          | 10 червня 1991    | Україна    | 22       | 0        |
| 20           | Федотов Віталій Андрійович       | 16 липня 1991     | Україна    | 16       | 0        |
| 15           | Шарпар В'ячеслав Володимирович   | 2 червня 1987     | Україна    | 7        | 0        |
| Нападники    |                                  |                   |            |          |          |
| 21           | Адорно Мон Алдо Осмар            | 8 квітня 1982     | Іспанія    | 4        | 1        |
| 11           | Акименко Олександр Олександрович | 5 вересня 1985    | Україна    | 1        | 0        |
| 77           | Дегтярьов Максим Сергійович      | 30 травня 1993    | Україна    | 3        | 0        |
| 10           | Шавес Рібейро Мораес Алуісіо     | 4 квітня 1987     | Бразилія   | 13       | 5        |

## «Металург» (Запоріжжя)
Головні тренери: Олег Таран (10 матчів), Олександр Томах (4 матчі), Анатолій Чанцев (12 матчів)
| №            | Футболіст                        | Дата народження   | Країна     | Ігри     | Голи     |
| Воротарі     | Воротарі                         | Воротарі          | Воротарі   | Воротарі | Воротарі |
| ------------ | -------------------------------- | ----------------- | ---------- | -------- | -------- |
| 32           | Боровик Євген Анатолійович       | 2 березня 1985    | Україна    | 10       | 20п      |
| 12           | Грдлічка Лібор                   | 2 січня 1986      | Словаччина | 1        | 1п       |
| 1            | Старцев Максим Олександрович     | 20 січня 1980     | Україна    | 13       | 16п      |
| 16           | Шеремета Тимофій Олександрович   | 6 жовтня 1995     | Україна    | 1        | 2п       |
| 23           | Юрчук Валерій Володимирович      | 12 квітня 1990    | Україна    | 1        | 1п       |
| Захисники    |                                  |                   |            |          |          |
| 3            | Баліч Саша                       | 29 січня 1990     | Чорногорія | 20       | 0        |
| 18           | Каплієнко Олександр Максимович   | 7 березня 1996    | Україна    | 19       | 3        |
| 15           | Кузнецов Артур Андрійович        | 9 березня 1995    | Україна    | 7        | 0        |
| 27           | Кулинич Сергій Вікторович        | 9 січня 1995      | Україна    | 2        | 0        |
| 8            | Курілов Олексій Миколайович      | 24 квітня 1988    | Україна    | 10       | 0        |
| 22           | Лисицький Віталій Сергійович     | 16 квітня 1982    | Україна    | 22       | 3        |
| 5            | Нестеров Андрій Вячеславович     | 2 липня 1990      | Україна    | 7        | 0        |
| 20           | Пашаєв Павло Вагіфович           | 4 січня 1988      | Україна    | 22       | 0        |
| 6            | Помазан Роман Максимович         | 5 вересня 1994    | Україна    | 3        | 0        |
| 19           | Рудика Сергій Олександрович      | 14 червня 1988    | Україна    | 18       | 0        |
| 2            | Сахневич Андрій Володимирович    | 17 квітня 1989    | Україна    | 3        | 0        |
| 33           | Ульянов Дмитро Сергійович        | 1 грудня 1993     | Україна    | 5        | 0        |
| Півзахисники |                                  |                   |            |          |          |
| 9            | Гавриш Віталій Володимирович     | 18 березня 1986   | Україна    | 10       | 1        |
| 80           | Гвілія Валеріане Ярославович     | 24 травня 1994    | Україна    | 12       | 0        |
| 77           | Діас Рібейро Сержіо Філіпе       | 16 червня 1985    | Португалія | 12       | 0        |
| 25           | Жураховський Ігор Ігорович       | 19 вересня 1994   | Україна    | 22       | 0        |
| 97           | Ігнатенко Данило Ігорович        | 13 березня 1997   | Україна    | 1        | 0        |
| 60           | Клименчук Єгор Олександрович     | 11 листопада 1997 | Україна    | 1        | 0        |
| 13           | Коротецький Ігор Олександрович   | 13 вересня 1987   | Україна    | 4        | 0        |
| 39           | Льопа Дмитро Сергійович          | 23 листопада 1988 | Україна    | 15       | 1        |
| 88           | Орелесі Адегбола Нурудін         | 10 квітня 1989    | Нігерія    | 19       | 1        |
| 95           | Попов Роман Олегович             | 29 червня 1995    | Україна    | 1        | 0        |
| 17           | Цуріков Андрій Володимирович     | 5 жовтня 1992     | Україна    | 7        | 1        |
| 21           | Штурко Юрій Юрійович             | 8 жовтня 1984     | Україна    | 12       | 2        |
| 44           | Юсов Дмитро Олександрович        | 11 травня 1993    | Україна    | 23       | 0        |
| Нападники    |                                  |                   |            |          |          |
| 7            | Кулач Владислав Ігорович         | 7 травня 1993     | Україна    | 9        | 0        |
| 7            | Матяж Іван Сергійович            | 15 лютого 1988    | Україна    | 5        | 0        |
| 30           | Пассос Алвес Леонардо            | 29 листопада 1989 | Бразилія   | 3        | 1        |
| 24           | Платон Руслан Сергійович         | 12 січня 1982     | Україна    | 16       | 5        |
| 10           | Прийомов Володимир Володимирович | 2 січня 1986      | Україна    | 13       | 0        |
| 4            | Татарков Микита Станіславович    | 4 січня 1995      | Україна    | 9        | 1        |

## «Олімпік» (Донецьк)
Головний тренер: Роман Санжар
| №            | Футболіст                       | Дата народження   | Країна   | Ігри     | Голи     |
| Воротарі     | Воротарі                        | Воротарі          | Воротарі | Воротарі | Воротарі |
| ------------ | ------------------------------- | ----------------- | -------- | -------- | -------- |
| 72           | Литовка Ігор Юрійович           | 5 червня 1988     | Україна  | 13       | 29п      |
| 1            | Махарадзе Заурі Анзорович       | 24 березня 1993   | Україна  | 13       | 34п      |
| Захисники    |                                 |                   |          |          |          |
| 99           | Гошкодеря Віталій Валерійович   | 8 січня 1988      | Україна  | 6        | 0        |
| 4            | Гришко Дмитро Сергійович        | 2 грудня 1985     | Україна  | 22       | 1        |
| 34           | Дитятьєв Олексій Олексійович    | 7 листопада 1988  | Україна  | 22       | 0        |
| 3            | Іванов Павло Олександрович      | 24 вересня 1984   | Україна  | 20       | 0        |
| 22           | Міщенко Андрій Петрович         | 7 квітня 1991     | Україна  | 15       | 0        |
| 2            | Олійник Ярослав Вадимович       | 14 березня 1991   | Україна  | 3        | 0        |
| 2            | Цимбалюк Євгеній Сергійович     | 19 червня 1996    | Україна  | 1        | 0        |
| Півзахисники |                                 |                   |          |          |          |
| 33           | Бровченко Юрій Анатолійович     | 25 січня 1988     | Україна  | 4        | 0        |
| 8            | Доронін Володимир Віталійович   | 15 січня 1993     | Україна  | 12       | 0        |
| 5            | Дорошенко Кирило Олександрович  | 17 листопада 1989 | Україна  | 19       | 4        |
| 7            | Драченко Максим Олегович        | 28 січня 1990     | Україна  | 25       | 0        |
| 6            | Єременко Дмитро Сергійович      | 20 червня 1990    | Україна  | 8        | 0        |
| 23           | Іса Шеріф                       | 10 листопада 1990 | Нігерія  | 21       | 2        |
| 15           | Лебедь Валерій Ігорович         | 5 січня 1989      | Україна  | 12       | 0        |
| 11           | Рхарсалла Кадфі Мохаммед        | 15 вересня 1993   | Іспанія  | 18       | 2        |
| 17           | Недоля Артем Олександрович      | 20 жовтня 1993    | Україна  | 1        | 0        |
| 13           | Огіря Владислав Леонідович      | 3 квітня 1990     | Україна  | 22       | 0        |
| 30           | Одинцов Євген Юрійович          | 23 серпня 1986    | Україна  | 2        | 0        |
| 18           | Семенина Ігор Богданович        | 1 січня 1989      | Україна  | 15       | 3        |
| Нападники    |                                 |                   |          |          |          |
| 6            | Галенков Денис Ігорович         | 13 жовтня 1995    | Україна  | 1        | 0        |
| 10           | Гельзін Владислав Григорійович  | 27 серпня 1973    | Україна  | 6        | 1        |
| 77           | Кадимян Гегам Гагикович         | 19 жовтня 1992    | Україна  | 21       | 4        |
| 21           | Лисенко Володимир Володимирович | 20 квітня 1988    | Україна  | 18       | 3        |
| 9            | Ситнік Олександр Сергійович     | 7 липня 1984      | Україна  | 20       | 2        |
| 19           | Тищенко Ігор Сергійович         | 11 травня 1989    | Україна  | 21       | 2        |

## «Чорноморець» (Одеса)
Головні тренери: Роман Григорчук (13 матчів), Олександр Бабич (12 матчів)
| №            | Футболіст                       | Дата народження   | Країна   | Ігри     | Голи     |
| Воротарі     | Воротарі                        | Воротарі          | Воротарі | Воротарі | Воротарі |
| ------------ | ------------------------------- | ----------------- | -------- | -------- | -------- |
| 12           | Безотосний Дмитро Олександрович | 15 листопада 1983 | Україна  | 7        | 5п       |
| 13           | Мартищук Юрій Васильович        | 22 квітня 1986    | Україна  | 9        | 16п      |
| 44           | Паст Євген Сергійович           | 16 березня 1988   | Україна  | 9        | 8п       |
| Захисники    |                                 |                   |          |          |          |
| 15           | Гадрані Гіоргі                  | 30 вересня 1994   | Грузія   | 4        | 0        |
| 42           | Зубейко Євгеній Анатолійович    | 30 вересня 1989   | Україна  | 13       | 0        |
| 19           | Калітов Олександр Володимирович | 29 вересня 1993   | Україна  | 3        | 0        |
| 8            | Кіча Антон Владиславович        | 1 травня 1990     | Україна  | 3        | 0        |
| 42           | Крнета Йован                    | 4 травня 1992     | Сербія   | 11       | 0        |
| 77           | Кутас Павло Віталійович         | 3 вересня 1982    | Україна  | 15       | 0        |
| 88           | Луценко Олег Олександрович      | 14 лютого 1993    | Україна  | 2        | 0        |
| 25           | Мартиненко Євгеній Олегович     | 25 червня 1993    | Україна  | 9        | 0        |
| 2            | Олійник Ярослав Вадимович       | 14 березня 1991   | Україна  | 4        | 0        |
| 39           | Опанасенко Євген Володимирович  | 25 серпня 1990    | Україна  | 10       | 0        |
| 4            | Путраш Юрій Володимирович       | 29 січня 1990     | Україна  | 6        | 0        |
| 32           | Сіваков Михайло Сергійович      | 16 січня 1988     | Білорусь | 10       | 1        |
| 33           | Слінкін Андрій Вікторович       | 19 лютого 1991    | Україна  | 12       | 0        |
| 52           | Тейку Канган Адольф             | 23 червня 1990    | Камерун  | 11       | 0        |
| 51           | Щетінін Владислав Сергійович    | 29 серпня 1997    | Україна  | 3        | 0        |
| Півзахисники |                                 |                   |          |          |          |
| 17           | Аржанов Володимир Олександрович | 29 листопада 1985 | Україна  | 13       | 0        |
| 11           | Бобко Іван Михайлович           | 10 грудня 1990    | Україна  | 8        | 1        |
| 10           | Гай Олексій Анатолійович        | 6 листопада 1982  | Україна  | 13       | 4        |
| 24           | Гречишкін Дмитро Володимирович  | 22 вересня 1991   | Україна  | 16       | 0        |
| 94           | Данченко Олег Сергійович        | 1 серпня 1994     | Україна  | 15       | 0        |
| 8            | Ковальчук Кирило Сергійович     | 11 червня 1986    | Україна  | 12       | 0        |
| 28           | Назаренко Сергій Юрійович       | 16 лютого 1980    | Україна  | 10       | 1        |
| 32           | Петько Сергій Юрійович          | 23 січня 1994     | Україна  | 9        | 0        |
| 11           | Смірнов Євген Валерійович       | 16 квітня 1993    | Україна  | 8        | 0        |
| 16           | Філімонов Артем Денисович       | 21 лютого 1994    | Україна  | 11       | 0        |
| Нападники    |                                 |                   |          |          |          |
| 27           | Балашов Віталій Юрійович        | 7 лютого 1991     | Україна  | 15       | 2        |
| 39           | Васін Денис Геннадійович        | 4 березня 1989    | Україна  | 11       | 0        |
| 9            | Діденко Анатолій Олександрович  | 9 червня 1982     | Україна  | 19       | 2        |
| 22           | Кабаєв Владислав Олександрович  | 1 вересня 1995    | Україна  | 9        | 0        |
| 14           | Мурашов Євген Ігорович          | 9 травня 1995     | Україна  | 5        | 0        |
| 21           | Переверза Петро Іванович        | 10 липня 1994     | Україна  | 1        | 0        |
| 19           | Фомін Руслан Миколайович        | 2 березня 1986    | Україна  | 13       | 3        |
| 26           | Шиндер Антон Павлович           | 13 червня 1987    | Україна  | 7        | 0        |
| 99           | Яворський Вадим Юрійович        | 26 червня 1994    | Україна  | 6        | 0        |

## «Шахтар» (Донецьк)
Головний тренер: Мірча Луческу
| №            | Футболіст                       | Дата народження  | Країна   | Ігри     | Голи     |
| Воротарі     | Воротарі                        | Воротарі         | Воротарі | Воротарі | Воротарі |
| ------------ | ------------------------------- | ---------------- | -------- | -------- | -------- |
| 32           | Каніболоцький Антон Олегович    | 16 травня 1988   | Україна  | 11       | 8п       |
| 30           | Пятов Андрій Валерійович        | 28 червня 1984   | Україна  | 15       | 13п      |
| Захисники    |                                 |                  |          |          |          |
| 31           | Гоншалвес дос Сантос Ісмаілі    | 11 січня 1990    | Бразилія | 8        | 0        |
| 38           | Кривцов Сергій Андрійович       | 15 березня 1991  | Україна  | 17       | 3        |
| 5            | Кучер Олександр Миколайович     | 22 жовтня 1982   | Україна  | 11       | 0        |
| 66           | Гонзага де Азеведо Марсіо       | 5 лютого 1986    | Бразилія | 2        | 0        |
| 18           | Ордець Іван Миколайович         | 8 липня 1992     | Україна  | 9        | 0        |
| 44           | Ракіцький Ярослав Володимирович | 3 серпня 1989    | Україна  | 18       | 2        |
| 27           | Чигринський Дмитро Анатолійович | 7 листопада 1986 | Україна  | 1        | 0        |
| 13           | Шевчук В'ячеслав Анатолійович   | 13 травня 1979   | Україна  | 16       | 1        |
| Півзахисники |                                 |                  |          |          |          |
| 29           | Тейшейра Сантос Алекс           | 6 січня 1990     | Бразилія | 22       | 17       |
| 10           | Анісіо Калдейра Дуар Бернард    | 8 вересня 1992   | Бразилія | 14       | 0        |
| 20           | Коста де Соуза Дуглас           | 14 вересня 1990  | Бразилія | 20       | 4        |
| 77           | Перейра Діас Жуніор Ілсон       | 12 жовтня 1985   | Бразилія | 14       | 0        |
| 74           | Коваленко Віктор Вікторович     | 14 лютого 1996   | Україна  | 2        | 0        |
| 11           | Ромеро Бонфім Марлос            | 7 червня 1988    | Бразилія | 21       | 4        |
| 33           | Срна Дарійо                     | 1 травня 1982    | Хорватія | 23       | 4        |
| 6            | Степаненко Тарас Миколайович    | 8 серпня 1989    | Україна  | 22       | 4        |
| 17           | Мартінс Фернандо Лукас          | 3 березня 1992   | Бразилія | 13       | 1        |
| 8            | Родрігес де Паула Са Фредеріко  | 5 березня 1993   | Бразилія | 22       | 1        |
| Нападники    |                                 |                  |          |          |          |
| 50           | Болбат Сергій Сергійович        | 13 червня 1993   | Україна  | 1        | 0        |
| 7            | Сілва Санчес Агуяр Веллінгтон   | 6 лютого 1992    | Бразилія | 8        | 3        |
| 21           | Гладкий Олександр Миколайович   | 24 серпня 1987   | Україна  | 19       | 11       |
| 89           | Феррейра Бонфім Бруно           | 19 січня 1989    | Бразилія | 11       | 1        |
| 9            | Соуза да Сільва Луіс Адріано    | 12 квітня 1987   | Бразилія | 21       | 9        |
| 28           | Барсельос Фреда Тайсон          | 13 січня 1988    | Бразилія | 21       | 4        |